# La Pourvoyeuse de légumes
La Pourvoyeuse de légumes est un tableau du peintre flamand Joachim Bueckelaer réalisé en 1563. Cette huile sur bois est conservée au musée des Beaux-Arts de Valenciennes, qui l'a achetée en 1965. Elle représente une jeune femme et une profusion de légumes sur un marché, le placement en marge de la figure rapprochant ce qui est a priori une scène de genre de la nature morte. Il existe plusieurs autres versions de cette œuvre par le même artiste, par exemple à la Gemäldegalerie Alte Meister de Cassel, en Allemagne.